# Михайлюк Василь Пилипович
Василь Пилипович Михайлюк (13 січня 1929, Вашківці, Вижницького району, Чернівецької області — 2 травня 2003, Вашківці) — український композитор, диригент, заслужений працівник культури України (1966).

## Життєпис
Закінчив Чернівецьке музичне училище (1966). Керівник духового оркестру і хору Вашківського БК (1952—1970).
Автор музики надзвичайно популярної написаної на слова поета Миколи Юрійчука в 1965 пісні «Черемшина».
Помер у Вашківцях 2 травня 2003 року. Похований на міському цвинтарі у смт Вашківці.

## Вибрані твори (музика)
- «Черемшина» (М. Юрійчук),
- «Подаруй мені Карпати» (В. Григорак),
- «Смерічки» (М. Юрійчук),
- «Хвилинка» (І. Кутень),
- «Мальви» (В. Григорак),
- «Білі журавлі» (М. Юрійчук),
- «Рута-м'ята» (В. Григорак),
- «Цимбалоньки» (Л. Курявенко),
- «Анничка» (В. Григорак),
- «До керманича» (І. Кутень).

## Нагороди, відзнаки
- Заслужений працівник культури України (1966)
- Лауреат літературно-мистецької премії імені Сидора Воробкевича (1995)
- Ім'я занесено на «Алею зірок» у Чернівцях